# Суперниндзя
«Су̀перни́ндзя» — российское экстремальное спортивно-развлекательное телешоу. Неофициальное продолжение российской адаптации формата «Ninja Warrior», который выходил под названием «Русский ниндзя» на протяжении трёх сезонов (первые два — на «Первом канале», третий — на «СТС»).
Первые два сезона шоу выходили по понедельникам в 20:00, изначально в рамках линейки развлекательных шоу на «СТС» (которая не оправдала рейтинговых показателей), где помимо неё выходили такие проекты как «Большой побег», «На выход!» и «Импровизаторы». Начиная с третьего сезона шоу выходит по воскресеньям в 17:00. Съёмки шоу проходят в Минеральных Водах в ночное время.
Ведущие — блогер Дмитрий Масленников, регбист Василий Артемьев (ранее работал ведущим на шоу «Русский ниндзя»), а также актриса и певица Валерия Астапова. Во втором сезоне Масленникова заменил актёр «Уральских пельменей» Роман Постовалов.

## Правила
Правила шоу такие же, как и на «Русском ниндзя», но с множеством изменений: в отличие от предшественника, в «Суперниндзя» необходимо по пути собирать светящиеся кольца. Если атлет или кольцо упадут в воду, то он выбывает из проекта. Десять лучших атлетов из каждого отборочного дня в независимости от того, прошли ли трассу до конца или нет (с наибольшем количеством собранных колец), попадают в полуфинал.

### Отборочный тур
Отбор состоит также из шести препятствий:
- В первом сезоне:
  - Взлётная полоса — пробежать по полосе и перепрыгнуть расстояние в 3,8 м.
  - Небоскрёб — прыжок на стену, зацеп за выступ и переход на другую сторону.
  - Воздушная переправа — переход на руках по кольцам. В первых выпусках шоу вместо одного из колец была груша, которую заменили на кольцо из-за погодных условий.
  - Бамбуковая роща — переправа через бассейн по гнущимся шестам. На некоторых шестах есть платформы, на которых можно стоять.
  - Парящие болты — прыжки по болтам.
  - Противоход — забег по дорожке, идущей в противоположном направлении. На прохождение Противохода даётся 3 попытки.
- Во втором сезоне:
  - Тропа ускорения — разогнаться на дорожке, в конце прыгнуть и ухватиться за канат, далее перейти на другую сторону.
  - Русские горки — скатиться на перекладине над рельсами, в прыжке схватиться за раскачивающийся турник, с него раскачаться и схватиться за последующие два турника (фиксированные). В конце с помощью тройного турника опустить кольцо и вместе с ним спуститься на платформу.
  - Парящие болты — прыжки по болтам.
  - Шаткий мост — переход по вращающимся трубам с островком посередине.
  - Перегонки с кольцом — переход на руках по турникам с захватом кольца в конце (кольцо скатывается, когда участник хватается за первый турник). В случае, если участнику не удаётся схватить кольцо, участник может попытаться пройти дальше с помощью малого кольца. Дальше участник прыгает на руках через последующие кольца.
  - Противоход — забег по дорожке, идущей в противоположном направлении. На прохождение Противохода даётся 3 попытки.
- В третьем сезоне:
  - Центрифуга — разогнаться на дорожке, которая имеет плавный наклон в вертикаль слева, в конце прыгнуть и ухватиться за кольцо на рельсе, в пути схватить светящееся кольцо и вместе с ним спуститься на платформу.
  - Глубокая бездна — встав на доску, нажать на кнопку. После этого доска проваливается под ногами участника. В падении схватиться за раскачивающийся турник, с него раскачаться и схватиться за последующие два турника (фиксированные). После третьего турника надо схватить кольцо в прыжке.
  - Парящие цилиндры — с помощью батута прыгнуть и схватиться за два каната. После канатов надо ухватиться за один цилиндр, с него за другой. После этого надо схватить кольцо в прыжке.
  - Шаткий мост — переход по вращающимся трубам с островком посередине. На этот раз длина моста увеличена до 8 метров.
  - Новые русские горки — скатиться на перекладине над рельсами, в прыжке схватиться за фиксированный турник, с него раскачаться и схватиться за три вентиля. Первый вентиль фиксированный, второй опускается и раскручивается, вместо третьего вентиля блин (в 1 и 7 выпусках были вентили), который также опускается и раскручивается. После этого надо в прыжке схватить кольцо.
  - Противоход — забег по дорожке, идущей в противоположном направлении. На прохождение Противохода даётся 3 попытки.

### Полуфинал
В полуфинале атлеты соревнуются на парных полосах препятствий по принципу «лучший с худшим» (первое место отбора с десятым, второе с девятым и так далее).
На трассе представлено шесть испытаний:
- В первом сезоне:
  - Двойной зиплайн — перелёт с пересадкой.
  - Разводной мост — переход на руках по брусьям и шайбе в центре.
  - Прозрачная стена — проход по тонкой стене и прыжок на сеть.
  - Дрожащая тропа — испытание на баланс.
  - Рукоход — прыжки по нестабильным турникам.
  - Отвесная стена — подъём по прямой стене, на вершине которой необходимо водрузить светящееся кольцо на пьедестал. Тот, кто сделает это первым, проходит в финал.
- Во втором сезоне:
  - Зиплайн
  - Подвесные карнизы
  - Подвесные бамбуки
  - Дрожащая тропа
  - Кругоход — прыжки по вращающимся дискам
  - Отвесная стена
- В третьем сезоне:
  - Взлётная полоса
  - Двойной зиплайн
  - Безумные гайки — переход на руках по гайкам
  - Подвесные бамбуки — в этом сезоне вторые три бамбука без второй нижней половины
  - Параллельные брёвна — пробег по вращающимся брёвнам (взято из «Суперниндзя. Дети»)
  - Кругоход
  - Отвесная стена

Под препятствиями нет бассейна. Если атлет упал, он не выбывает из соревнования — он возвращается в начало того препятствия, где оступился. В каждом выпуске отбирается по пять финалистов (в 6-м и 7-м выпусках первого сезона и в 5-м и 6-м выпусках второго сезона было отобрано только четыре финалиста, в 7-м выпуске второго сезона — два финалиста).

### Финал
- В первом сезоне:
  - Взлётная полоса — пробежать по полосе и перепрыгнуть расстояние в 3,8 м.
  - Воздушный коридор — переход на руках и ногах по стенам. Касаться пола после красной линии запрещено.
  - Подвесной потолок — переправа на руках по зацепам.
  - Бамбуковая роща 2.0 — усложнённая версия одноимённого препятствия из отборочного этапа. Среди всех шестов только на одном есть платформа для отдыха.
  - Гигантские обручи — семь гигантских шестернёй, по наружной стороне которых необходимо пройти, чтобы попасть на финальное испытание.
  - Противоход — усложнённая версия одноимённого препятствия из отборочного этапа. Скорость дорожки увеличена до 7,6 км/ч.
- Во втором сезоне:
  - Тропа ускорения 2.0 — усложнённая версия одноимённого препятствия из отборочного этапа. Теперь нужно перепрыгнуть с помощью кольца.
  - Русская дорога
  - Коридор с пролётом — гибрид воздушного коридора и препятствия «Перегонки с кольцом».
  - Шаткий мост 2.0 — в середине препятствия нужно подпрыгнуть и дёрнуть рычаг в виде кольца.
  - Аллея карнизов
  - Противоход
  - Круговорот
  - Финальный подъём
- В третьем сезоне:
  - Центрифуга 2.0 — аналог первого испытания из отборочного тура. Разница в том, что перед стартом участник берёт кольцо и с помощью него должен схватиться за крюк на рельсе.
  - Небесная аллея — прыгнуть с батута на фиксированный турник, с него перепрыгнуть за раскачивающийся турник на крюках. На нём переместиться с одних крюков на другие. Далее, преодолев фиксированный турник, прыгать на свободном турнике через три пары креплений на резинках. После этого надо схватить светящееся кольцо в прыжке.
  - Коридор с усами — пройдя воздушный коридор, схватиться в боковом прыжке за «усы» по краям 3 раза. После третьих «усов» схватить светящееся кольцо в прыжке.
  - Шаткий мост — аналог одноимённого испытания из отборочного тура.
  - Карнизы над пропастью — состоит из двух этапов. На первом этапе надо удержаться на канате, который опускается под весом участника. С него перейти на платформу с кнопкой. На втором этапе участник нажимает на кнопку и в течение десяти секунд на руках лезет по карнизам, чтобы схватить светящееся кольцо, что в случае успеха позволит ему завершить препятствие досрочно. В случае неудачи участник должен пропрыгать по дополнительным карнизам и схватить второе светящееся кольцо в прыжке.
  - Противоход
  - Круговорот — аналог одноимённого испытания из второго сезона.
  - Финальный подъём — аналог одноимённого испытания из второго сезона.

### Суперфинал
Суперфинальная полоса состоит из четырёх препятствий, с тем отличием, что эта самая полоса направляется не вперёд, а вверх.
- Отвесная стена — препятствие, аналогичное испытанию из полуфинала.
- Горизонтальный скалодром — переход на руках по отверстиям и выступам.
- Рукоход — переход по штырям (в 3-м сезоне был диагональный рукоход — переход с помощью колец).
- Последний подъём — подъём вверх по стене.

Тот, кто сможет водрузить светящееся кольцо на пьедестал на вершине полосы, становится победителем шоу «Суперниндзя» и обладателем пяти миллионов рублей.

## Ведущие
| Ведущие             | Сезоны | Сезоны | Сезоны |
| Ведущие             | 1      | 2      | 3      |
| ------------------- | ------ | ------ | ------ |
| Дмитрий Масленников |        |        |        |
| Василий Артемьев    |        |        |        |
| Валерия Астапова    |        |        |        |
| Роман Постовалов    |        |        |        |

### «Суперниндзя. Дети»
| Ведущие             | Сезоны | Сезоны |
| Ведущие             | 1      | 2      |
| ------------------- | ------ | ------ |
| Дмитрий Масленников |        |        |
| Василий Артемьев    |        |        |
| Равшана Куркова     |        |        |
| Роман Постовалов    |        |        |
| Валерия Дергилёва   |        |        |

## Обзор сезонов
Суперниндзя

### Сезон 1
Отборочные туры и полуфиналы
Выпуск № 1: Отборочный тур и полуфинал. 1-я неделя
Отборочный тур
| Выпуск              | №  | Участник                                                                                                 | Время прохождения трассы | Кол-во Колец (макс. 5) | Итог     |
| ------------------- | -- | --- | ------------------------ | ---------------------- | -------- |
| Выпуск 1 13.02.2023 | 1  | Александр Шпилевой, 26 лет (Кладовщик, г. Воронеж)                                                       | 03:21                    | 2                      | Выбыл    |
| Выпуск 1 13.02.2023 | 2  | Евгений Цисарь, 36 лет (Бодибилдер, г. Челябинск)                                                        | 03:36                    | 1                      | Выбыл    |
| Выпуск 1 13.02.2023 | 3  | Сон Лео, 26 лет (Блогер, г. Москва)                                                                      | 02:12                    | 1                      | Выбыл    |
| Выпуск 1 13.02.2023 | 4  | Артур Далалоян, 26 лет (Олимпийский чемпион, г. Москва)                                                  | 02:42                    | 2                      | Выбыл    |
| Выпуск 1 13.02.2023 | 5  | Ислам Мингаев, 29 лет (Безработный, г. Грозный)                                                          | 08:48                    | 5                      | 7 место  |
| Выпуск 1 13.02.2023 | 6  | Дарья Данилевская, 26 лет (Преподаватель в ВУЗе, г. Самара)                                              | 01:21                    | 1                      | Выбыла   |
| Выпуск 1 13.02.2023 | 7  | Фёдор Милюкин, 27 лет (Логист, г. Москва)                                                                | —                        | 1                      | Выбыл    |
| Выпуск 1 13.02.2023 | 8  | Екатерина Степнова, 44 года (Фитнес-тренер, г. Самара)                                                   | —                        | 1                      | Выбыла   |
| Выпуск 1 13.02.2023 | 9  | Егор Ковалёв, 18 лет (Фасадчик, г. Волгоград)                                                            | —                        | 1                      | Выбыл    |
| Выпуск 1 13.02.2023 | 10 | Влад Барутенко, 29 лет (Адвокат, г. Новоалтайск)                                                         | —                        | 1                      | Выбыл    |
| Выпуск 1 13.02.2023 | 11 | Рамзан Угаев, 28 лет (Специалист центра «Мои документы», г. Саратов)                                     | 02:11                    | 1                      | Выбыл    |
| Выпуск 1 13.02.2023 | 12 | Владимир Старцев, 28 лет (Мастер строительных и монтажных работ, г. Уфа)                                 | 06:10                    | 4                      | 8 место  |
| Выпуск 1 13.02.2023 | 13 | Вадим Рзаев, 40 лет (Артист балета, г. Москва)                                                           | 00:23                    | 0                      | Выбыл    |
| Выпуск 1 13.02.2023 | 14 | Искандаргаджи Талканов, 27 лет (Вице-президент федерации скалолазания республики Дагестан, г. Махачкала) | 08:33                    | 5                      | 5 место  |
| Выпуск 1 13.02.2023 | 15 | Анна Иванова, 33 года (Тренер и организатор спортивных кемпингов, г. Санкт-Петербург)                    | 08:28                    | 5                      | 4 место  |
| Выпуск 1 13.02.2023 | 16 | Тимур Бурин, 37 лет (Актёр, г. Москва)                                                                   | 04:36                    | 3                      | 10 место |
| Выпуск 1 13.02.2023 | 17 | Анастасия Конопко, 33 года (Старший прапорщик, г. Москва)                                                | —                        | 0                      | Выбыла   |
| Выпуск 1 13.02.2023 | 18 | Людмила Гимадиева, 32 года (Монтажник радиоэлектронного оборудования, г. Казань)                         | —                        | 0                      | Выбыла   |
| Выпуск 1 13.02.2023 | 19 | Александр Григорьев, 34 года (Менеджер по продажам, г. Санкт-Петербург)                                  | 07:09                    | 5                      | 3 место  |
| Выпуск 1 13.02.2023 | 20 | Николай Гайдукевич, 30 лет (Спортсмен-экстремал, г. Екатеринбург)                                        | 08:43                    | 5                      | 6 место  |
| Выпуск 1 13.02.2023 | 21 | Ярослав Кузнецов, 27 лет (Военнослужащий, г. Санкт-Петербург)                                            | 01:22                    | 1                      | Выбыл    |
| Выпуск 1 13.02.2023 | 22 | Руслан Алисолтанов, 25 лет (Персональный тренер, г. Губкинский)                                          | 04:40                    | 5                      | 2 место  |
| Выпуск 1 13.02.2023 | 23 | Гасан Алисолтанов, 29 лет (Специалист по пожарной безопасности, г. Губкинский)                           | 04:54                    | 3                      | 9 место  |
| Выпуск 1 13.02.2023 | 24 | Алексей Захаров, 30 лет (Персональный фитнес-тренер, г. Казань)                                          | 02:55                    | 1                      | Выбыл    |
| Выпуск 1 13.02.2023 | 25 | Фёдор Трубин, 28 лет (Тренер по кроссфиту, д. Юрминка)                                                   | 04:06                    | 5                      | 1 место  |

Полуфинал
| Выпуск              | № | Победитель                 | Проигравший                    |
| ------------------- | - | -------------------------- | ------------------------------ |
| Выпуск 1 13.02.2023 | 1 | Фёдор Трубин 1 место       | Тимур Бурин 10 место           |
| Выпуск 1 13.02.2023 | 2 | Руслан Алисолтанов 2 место | Гасан Алисолтанов 9 место      |
| Выпуск 1 13.02.2023 | 3 | Владимир Старцев 8 место   | Александр Григорьев 3 место    |
| Выпуск 1 13.02.2023 | 4 | Ислам Мингаев 7 место      | Анна Иванова 4 место           |
| Выпуск 1 13.02.2023 | 5 | Николай Гайдукевич 6 место | Искандаргаджи Талканов 5 место |

## Победители
| Сезон | Победитель                               |
| ----- | ---------------------------------------- |
| 1     | Юрий Прокудин, студент из Реутова        |
| 2     | Вадим Тимонов, профессиональный скалолаз |
| 3     | Оле Янек, студент из Берлина             |

## Детская версия
5 мая 2024 года стартовала детская версия шоу — «Суперниндзя. Дети». Вместе с Василием Артемьевым и вернувшимся в шоу Дмитрием Масленниковым проект ведёт актриса Равшана Куркова, которая дебютировала в роли ведущей развлекательной программы.
Призовой фонд 2.000.000₽ и титул  Суперниндя Дети.
Победителями первого сезона стали Валерий Шубин (9—10 лет), Филипп Моляков (11—12 лет) и Кира Чижкова (13—14 лет).
Официальным победителем второго сезона стал Олег Прокудин (11-12 лет) 
В категории (13-14 лет) прошли в суперфинал Дмитрий Оксов и Илья Борисов. Оба упали и никто из них не выиграл.
В младшей категории (9-10 лет) никто не прошел трассу до конца.
Никита Земнухов (10 лет) прошел трассу дальше всех в своей категории и получил приз в 500.000₽